# 奥奈达 (南达科他州)
奥奈达（英語：Onida），是美国南达科他州下属的一座城市。根据2010年美国人口普查，该市有人口659人。论人口在本州排行第94。